# Відкриті Клітки
Відкриті Клітки Україна — всеукраїнська неурядова зоозахисна громадська організація, частина міжнародної зоозахисної організації Anima International, яка представлена у 10 країнах світу. У своїй діяльності організація опирається на принципи ефективного альтруїзму. На початку 2024 року було опубліковане рішення про припинення діяльності організації в Україні. 

## Історія
ГО Відкриті Клітки Україна було створено у 2017 році в межах міжнародної ініціативи зі зміцнення захисту прав тварин, що перебувають на промислових фермах. Перша організація, що почала працювати з питаннями, пов'язаними з сільськогосподарськими тваринами в Україні.

## Діяльність
- Ініціювали першу в Україні зоозахисну конференцію «ЗА Тварин!»[4].
- Відкриті Клітки подали позов до суду з вимогою заборонити використання тварин в Одеському цирку. Результат: суд заборонив демонструвати вистави за участю диких тварин в Одеському цирку[5].
- Ініціювали першу в Україні юридичну зоозахисну конференцію[6].
- Провели юридичний Зоозахисний Семінар щодо захисту тварин в Чернівцях[7].
- Участь у міжнародній кампанії спрямованої на будинок моди Prada. Результат кампанії — Prada заявили про відмову від використання натурального хутра[8].
- Кампанія з поширення рослинного харчування в Україні «UA Plant-Based»[9].
- Кампанія «Тату заради звірят»[10].
- Кампанія «Допоможіть Вуглику давати тепло!» — збір коштів для підтримки найбільшого в Україні притулку для фермерських тварин — «Вуглик»[11].
- Благодійна виставка картин згенерованих штучним інтелектом «Тварини очима машини» для збору коштів на рослинні продукти для військових, які не вживають м’яса[12].
- Участь у глобальному протесті проти готельної мережі Wyndham разом з 70 іншими некомерційними організаціями світу[13].
- Кампанія «Даруймо казку фермерським тваринам!» для закупівлі їжі на зиму та облаштування зимових приміщень для тварин у притулку «Вуглик», що розташований у Дніпропетровській області[14][15].
- Організація та проведення міжнародного зоозахисного семінару в місті Ірпінь[16].
- Відкриті Клітки приєдналися до апеляційної скарги Міністерства екології та природних ресурсів України[17]. Касаційний адміністративний суд Верховного суду України відмовив у задоволенні касаційної скарги мисливців і залишив лося у Червоній книзі України.

## Розслідування
Відкриті Клітки публікують кадри утримання тварин на промислових фермах. Зокрема:
- Опублікували розслідування на фабриці фуа-гра[18] у місті Снятин Івано-Франківської області. Через 5 місяців після публікації відео з виробництва, фабрика зачинилася[19]. Розслідування мало вплив закордоном. Організація Voters for Animal Rights, лобіюючи законопроєкт про заборону продажів фуа-гра у штаті Нью-Йорк, використовували українські кадри, як одні з найсвіжіших у цьому напрямку[20].
- Опублікували розслідування щодо експорту тварин з України — «живий експорт»[21].
- Здійснили розслідування активіста Відкритих Кліток у польському місті Ґуречкі[22].

## Міжнародний статус
Відкриті клітки Україна входять до наступних міжнародних об'єднань:
- Всесвітній альянс проти хутра Fur Free Alliance[23]
- Open Wing Alliance — міжнародна коаліція проти кліткового утримання курей.[24]